# Marine-Artillerieleichter
Die Marine-Artillerieleichter (MAL) der Kriegsmarine waren flache pontonartige Landungsboote ohne Laderaum und ohne Laderampe, die während des Zweiten Weltkriegs zum Einsatz kamen. Die Beladung erfolgte mit Hilfe von mitgeführten manuell auszubringenden Spurbahnträgern. Entgegen der Bezeichnung als Leichter verfügten sie über einen Eigenantrieb. Sie kamen in der Rolle als Landungsboote kaum zum Einsatz, sondern versahen überwiegend allgemeine Nachschubaufgaben.

## Entwicklung
Für den weiteren Vorstoß in der Sowjetunion sah sich die Heeresleitung vor dem Problem, im Bereich vor allem des Kaspischen Meeres und auch des Asowschen Meeres keine Seetransportkapazität zu haben. Da keine Möglichkeit bestanden hätte Marinefährprahme dorthin zu verlegen, mussten Boote konstruiert werden, die in zerlegtem Zustand über Land transportiert und ohne Einrichtungen einer Werft schnell zusammengesetzt werden konnten. Zu diesem Zweck wurden die MAL, zunächst noch unter der Bezeichnung  Artilleriemotorleichter (AML), in den Krupp-Werken in Rheinhausen entwickelt und im September 1942 ein erstes Baulos von zwölf Stück in Auftrag gegeben. Schon in den ersten Einsätzen zeigten sich Mängel, darum wurde 1943 bei einer zweiten Serie von zwölf Stück das Deckshaus für mehr Besatzungsunterkünfte vergrößert und ein aufklappbares Schanzkleid im Bug zur Verbesserung der Seegängigkeit angebracht.
Noch 1943 erging dann ein Auftrag für eine vergrößerte Version mit erhöhtem Fahrstand und seitlichen Schanzkleidern sowie deutlich höherem Bugschanzkleid zum Abweisen von Seegang. Diese wurde als MAL II bezeichnet (entsprechend die vorausgehenden Serien dann als MAL I und MAL Ia). Wie viele davon bis Kriegsende noch zur Auslieferung kamen, ist unklar; wahrscheinlich aber über 60 Stück. Sie waren für den Einsatz im Mittelmeer und der Ostsee vorgesehen.

## Technische Daten (MAL I)
Die MAL wurden in zehn Segmenten vorgefertigt, die per Eisenbahn und sogar LKW transportiert werden konnten. Jeder Rumpfteil wurde auf einem zweiachsigen offenen Güterwagen verladen. Auf andere Güterwagen wurden die Bewaffnung, die Motoren und die übrige Ausrüstung geladen. Die nicht mehr als 18 t wiegenden Teile konnten in der Regel innerhalb von zwei Tagen vor Ort zusammengesetzt werden, indem die Teile mit einfachen Bolzenkupplungen verbunden und die Fugen sowie das Schanzkleid mit Beton ausgegossen wurden. Im Heck wurde als 10. Segment das Ruderhaus aufgesetzt.
MAL hatten eine Wasserverdrängung von ca. 140 t, eine Länge von 34,20 m, eine Breite von 7,72 m und einen Tiefgang von 0,87 m (leer).
Der Antrieb erfolgte durch zwei Deutz- Lkw-Motoren  mit Leistungen von je 130 PS. Damit wurde eine Höchstgeschwindigkeit von 8,5 Kn und eine Reichweite 790 sm (bei 8,5 Kn) erreicht.
Die geplante Bewaffnung dieser Fahrzeuge bestand aus zwei 8,8-cm-SK C/35 Geschützen auf dem Oberdeck und zwei 2-cm-Flak auf dem Ruderhaus. Tatsächlich kamen davon abweichend auch 3,7 cm Flak und 2-cm-Flakvierling, sowie Beutewaffen zum Einsatz. Die Tragfähigkeit eines MAL war 80 t. Es konnten 200 Mann mit persönlicher Ausrüstung oder zwei schwere Lkw geladen werden oder, falls die 8,8-cm-Geschütze ausgebaut wurden, fünf bis sechs Lkw. Es konnten auch zwei Panzer III oder IV geladen werden. Die Besatzung bestand aus 21 Mann mit verstärkter Bewaffnung bis zu 29 Mann.

## Einsatz
Acht MAL I wurden nach ihrer Fertigstellung im April–Mai 1943 ins Schwarze Meer überführt. Der Stützpunkt der Flottille war in Sewastopol. Sie wurden von Juni bis Oktober bei den Kämpfen im Gebiet des Asowschen Meers zur Versorgung der Heereseinheiten eingesetzt. Doch die MAL zeigten bei ihren ersten Einsätzen eine Reihe von Nachteilen. Sie waren wenig seegängige Boote, die nur bei ruhigem Wetter (Seegang bis maximal 2 bis 3) einsetzbar waren.
Das schlechte Wetter war auch Ursache für den Verlust von MAL 8 am 1. September 1943 im Asowschen Meer. MAL 2 und MAL 4 wurden außer Dienst gesetzt und nach Sewastopol zurückgeschickt. Sie wurden Ende August 1944 vor Warna von ihren Besatzungen selbst versenkt. Die übrigen fünf Einheiten blieben im Asowschen Meer und nahmen im September–Oktober 1943 an der Evakuierung der deutschen Truppen vom Kuban-Brückenkopf auf die Krim teil. Da schlechte Wetterbedingungen das Verlegen dieser Boote in einen Hafen auf der Krim nicht erlaubten, wurden sie am 29. Oktober 1943 gesprengt.